# Folie-Rambouillet
Ne doit pas être confondu avec Hôtel de Rambouillet.

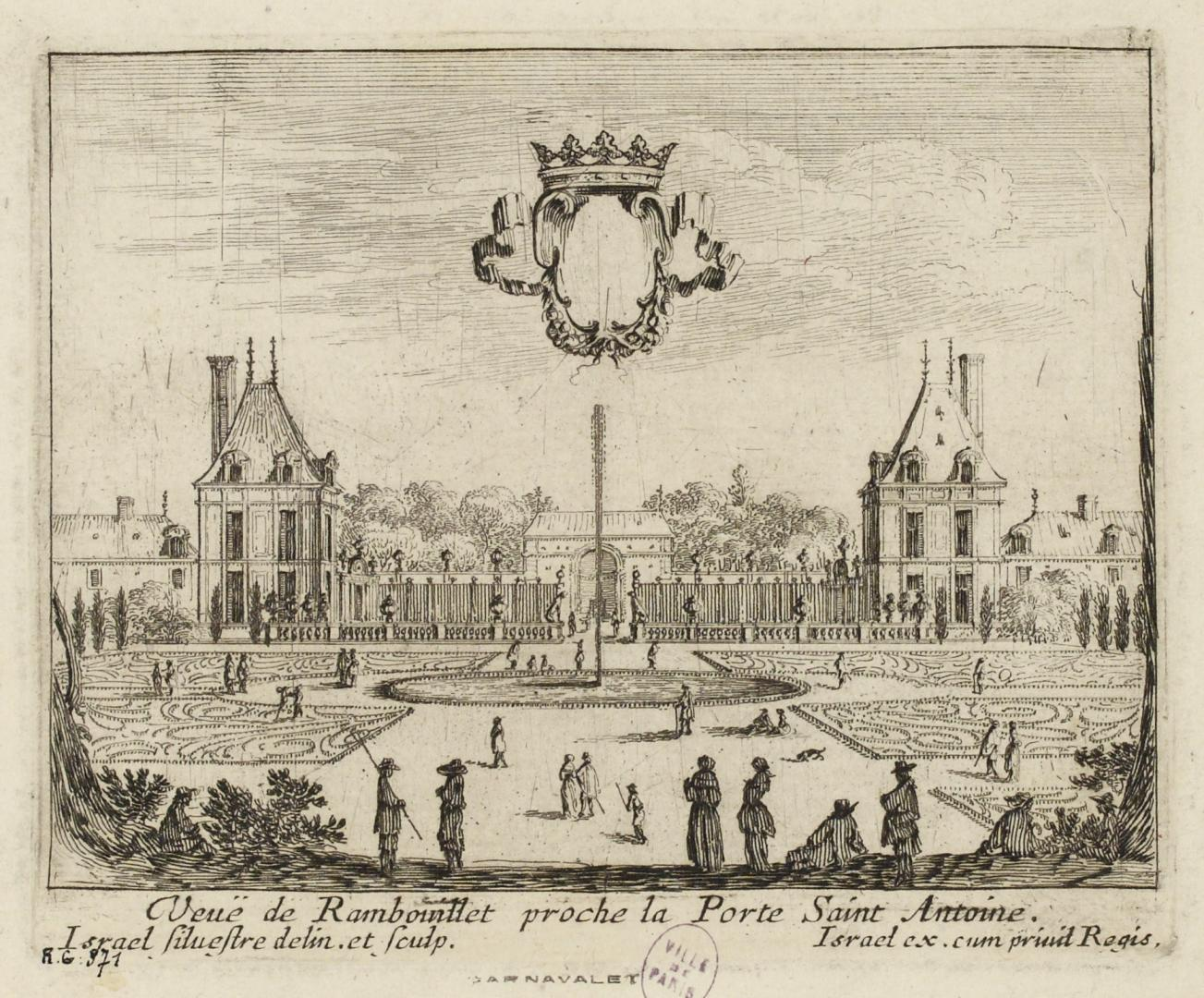
Vue de Rambouillet proche la porte Saint-Antoine, gravure d'Israël Silvestre entre 1650 et 1660

La folie Rambouillet est un ancien pavillon de plaisance orné de verdure du 12e arrondissement de Paris. Célèbre pour ses jardins fruitiers, elle avait été construite au XVIIe siècle par le financier Nicolas de Rambouillet (1576-1664), secrétaire de la Chambre des Finances et conseiller du roi Louis XIII.

## Histoire
Construite entre 1633 et 1635, cette folie se compose de quatre pavillons placés aux angles d'un vaste parc. Le jardin est orné de broderies, de parties boisées et d'une terrasse donnant sur la Seine. Librement ouvert au public, il devient un véritable lieu de promenade mondaine au XVIIe siècle.
Ce lieu de plaisance permettait également de recevoir les ambassadeurs protestants - la famille de Rambouillet étant elle-même protestante, et plus largement non-catholiques, tandis que les ambassadeurs de la religion du roi se rendaient au couvent de Picpus, en attendant les carrosses royaux pour l'entrée solennelle par la porte Saint-Antoine,.

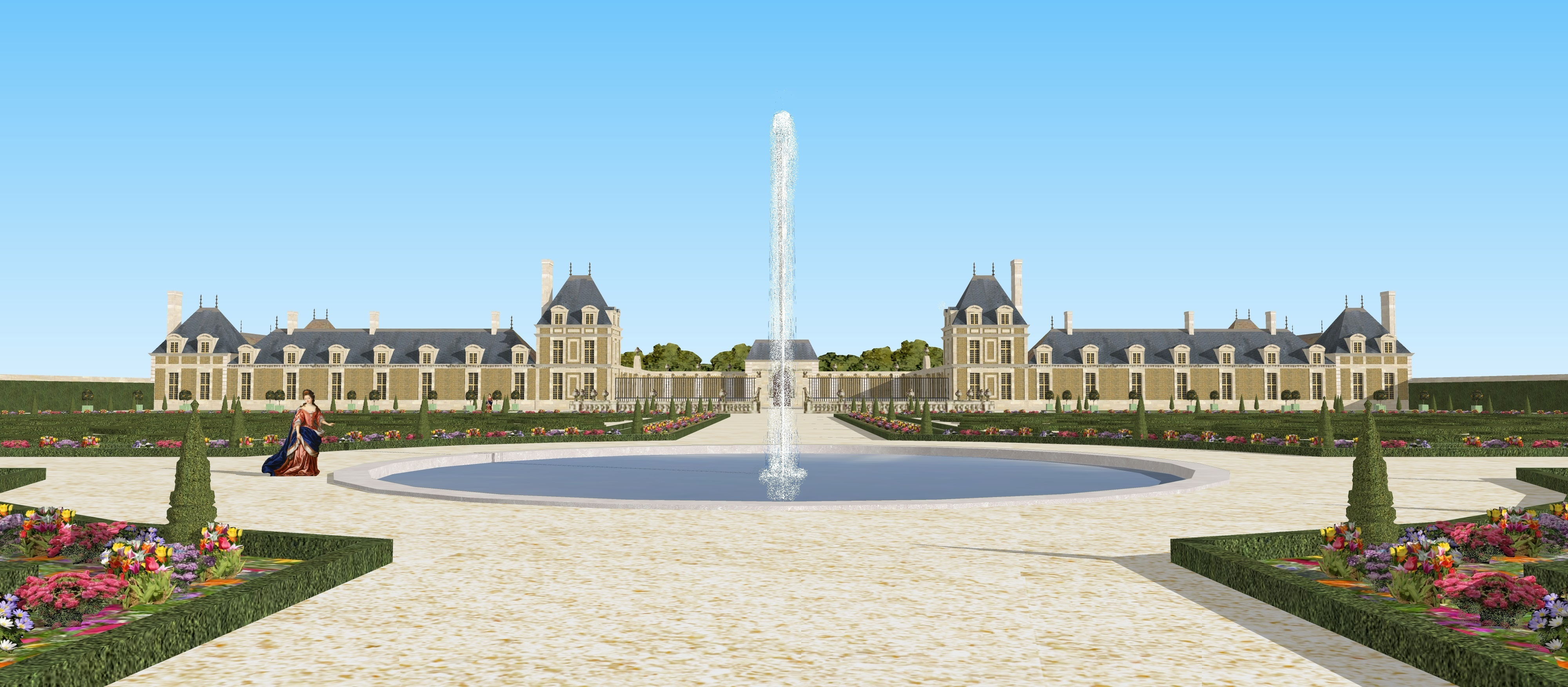
Restitution de la Folie Rambouillet vers 1680, vue depuis le parterre sur les constructions.
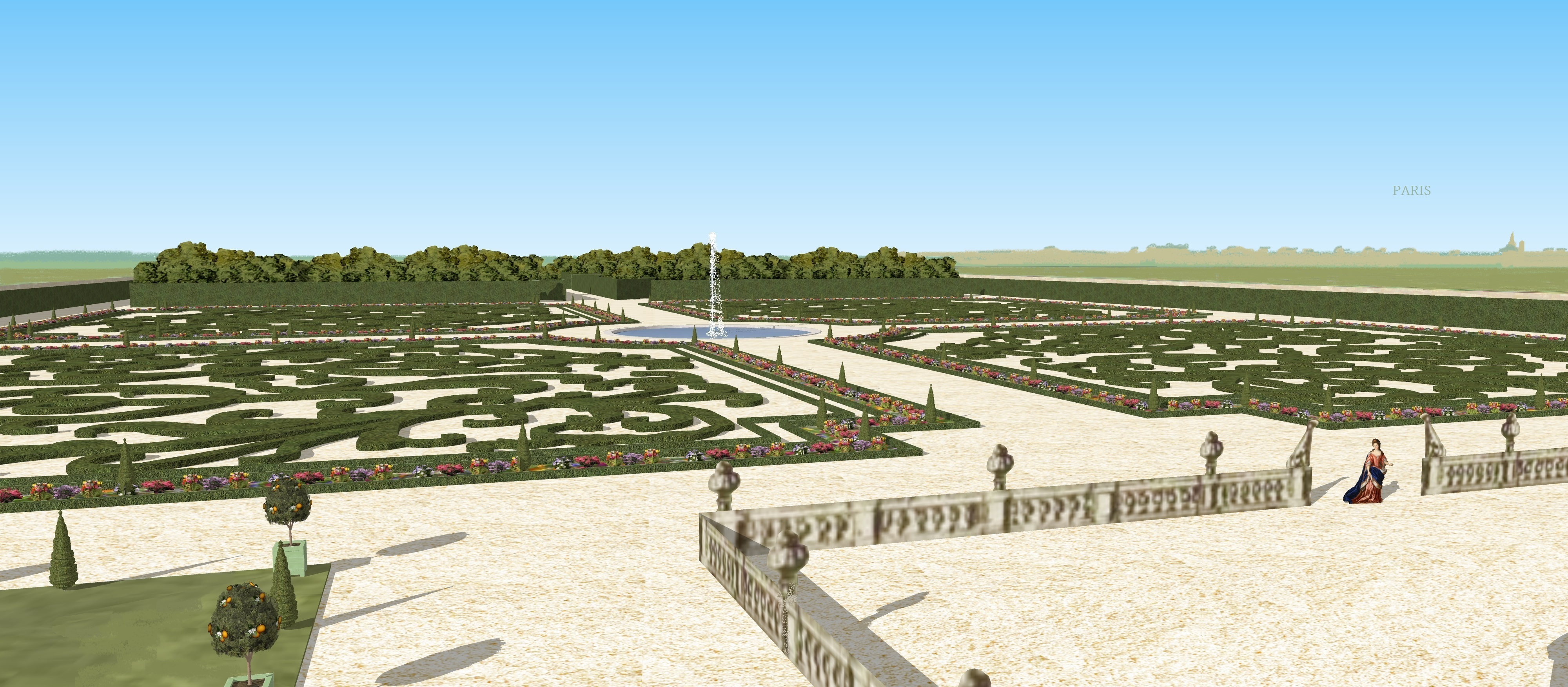
Restitution de la Folie Rambouillet vers 1680, vue depuis le premier étage sur le parterre et Paris.

À la génération suivante, Marguerite Hessein (1636-1693), dit Mme de la Sablière, fille d’un riche banquier protestant et épouse d'Antoine de Rambouillet de La Sablière (1624-1679), tient salon, à la belle saison, et rassemble la meilleure société à la folie Rambouillet. Parmi les familiers de Madame de La Sablière, on trouve Boileau, Fontenelle, Gassendi, Ninon de Lenclos, Molière, Pelisson, Perrault, Racine, Tallemant des Réaux, la marquise de Sévigné, ainsi que la marquise du Plessis-Bellière qui habitait dans son hôtel de Charenton, juste à côté. Nicolas Fouquet était également le voisin de la Folie Rambouillet, et a fait édifier son château de Saint-Mandé sur le même modèle, avec les constructions reportées sur les côtés et un grand vide central en entrant dans la propriété.

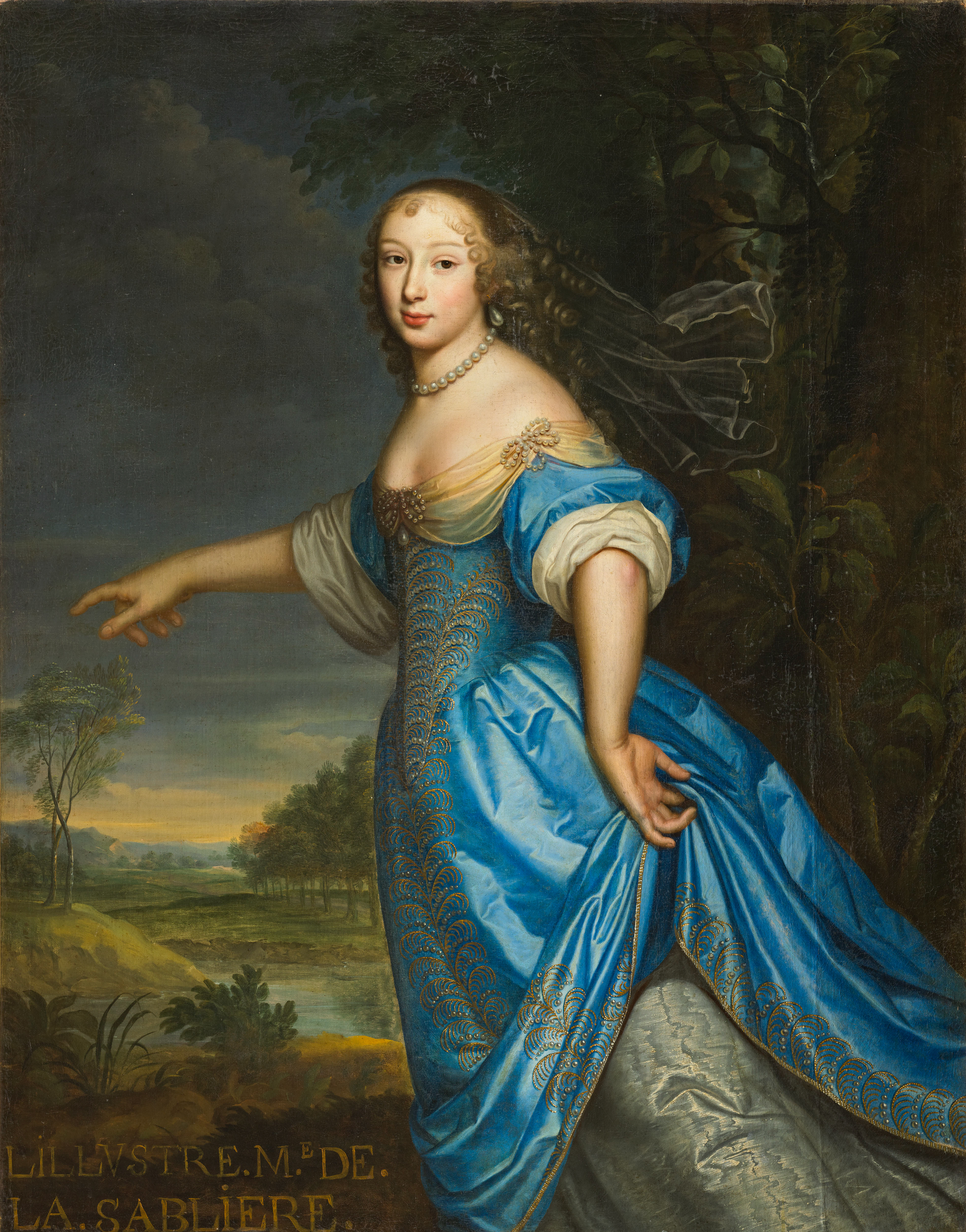
Madame de La Sablière, qui tenait salon à la folie Rambouillet.

Également protectrice de Jean de La Fontaine, poète désargenté, Madame de La Sablière lui donne l’hospitalité à la folie Rambouillet.
Le domaine est vendu en 1719, en grande partie au banquier John Law, qui transforme le parc en jardins potagers affermés à des maraîchers.
Finalement, la folie Rambouillet est morcelée et disparaît au moment de la Révolution. En 1910, il n’en subsistait plus qu’un pan de mur visible au 172 rue de Charenton et alors promis à la démolition.

## Emplacement

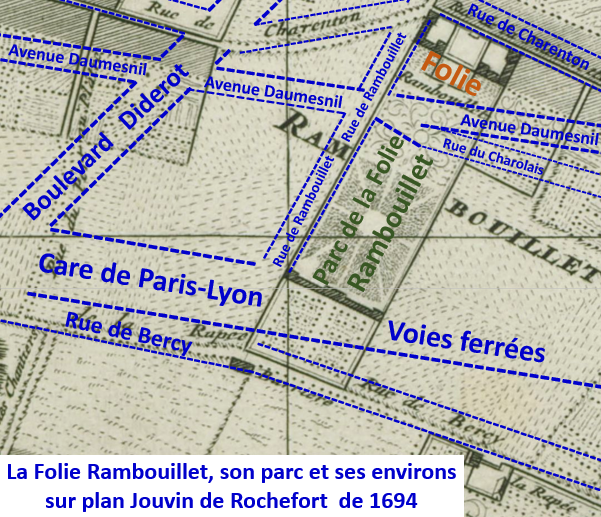
Folie Rambouillet et son environnement sur plan Jouvin de Rohefort de 1694

Le jardin s'étendait entre la rue de Charenton et la rue de Bercy, le long de la rue de Rambouillet à laquelle l'ancienne folie a laissé son nom.

## Après la folie
La partie nord des anciens jardins potagers ayant succédé au parc du XVIIe siècle, comprise entre la rue de Charenton et la rue du Charolais, est urbanisée au milieu du XIXe siècle, notamment avec le percement de l'avenue Daumesnil longée par la ligne de la Bastille, actuelle coulée verte René-Dumont (viaduc des Arts). Les terrains au-delà de la rue du Charolais sont acquis en 1847 par la Compagnie du chemin de fer de Paris à Lyon pour construire les voies en sortie de la gare de Paris-Lyon le long de la rue de Bercy et installer, entre la voie ferrée et la rue de Charolais, des ateliers remplacés en 1923-1927 par les services des messageries de la Compagnie du PLM.
L'emplacement de ces installations abandonnées au début du XXIe siècle fait l'objet du projet urbain Les Messageries.